# Ousman Jallow
Ousman Jallow es un futbolista gambiano que juega como delantero y su equipo actual es el Sporting Kristina de la Kolmonen de Finlandia.

## Selección nacional
Ha sido internacional con la selección de fútbol de Gambia, ha disputado 18 partidos, realizando 6 goles y 2 asistencias.

### Participaciones en Copas del Mundo
| Mundial                               | Sede   | Resultado        |
| ------------------------------------- | ------ | ---------------- |
| Copa Mundial de Fútbol Sub-17 de 2005 | Perú   | Fase de grupos   |
| Copa Mundial de Fútbol Sub-20 de 2007 | Canadá | Octavos de final |

## Clubes
| Club                     | País                   | Año       |
| ------------------------ | ---------------------- | --------- |
| Wallidan FC              | Gambia                 | 2005      |
| Al-Ain FC                | Emiratos Árabes Unidos | 2005-2006 |
| Raja Casablanca (cedido) | Marruecos              | 2006-2007 |
| Brøndby IF               | Dinamarca              | 2008-2011 |
| Rizespor                 | Turquía                | 2011-2013 |
| HJK Helsinki             | Finlandia              | 2015-2016 |
| Irtysh Pavlodar (cedido) | Kazajistán             | 2016      |
| HJK Helsinki             | Finlandia              | 2016-2018 |
| Yenicami Ağdelen SK      | Chipre del Norte       | 2019      |
| Sporting Kristina        | Finlandia              | 2020-     |